# Никольский (Новосибирская область)
Никольский — посёлок в Тогучинском районе Новосибирской области. Входит в состав Городского поселения рабочий посёлок Горный.

## География
Площадь посёлка — 347 гектаров.

## Население
| 2002 | 2007 | 2010 |
| ---- | ---- | ---- |
| 130  | →130 | ↘121 |

## Известные жители
В селе Никольском жила и работала Мария Петровна Зайцева (1915—1989), советский передовик производства в сельском хозяйстве, Герой Социалистического Труда (1966).

## Инфраструктура
В посёлке по данным на 2007 год функционирует 1 учреждение здравоохранения и 1 учреждение образования.